# مسجد اونغكو تون امينة
مسجد أونغكو تون أمينة (بالملايو: Ungku Tun Aminah masjid ) هو مسجد في بلدة تامبوي التابعة لمدينة جوهر بهرو في ولاية جوهر في ماليزيا، المسجد في تصميمه وبنائه يشبه مسجد نغارا في كوالالمبور عاصمة ماليزيا .

## وصلات خارجية
- ألبوم صور مسجد اونغكو تون امينة